# Maki F101C
La Maki F101C è una vettura da Formula 1 realizzata dal team nipponico Maki Engineering nel 1975.

## Sviluppo
La vettura, derivata dalla precedente F101, doveva competere nel campionato di Formula 1 del 1975.

## Tecnica
Il mezzo venne progettato da Kenji Mimura e Masao Ono ed era equipaggiato con un propulsore Ford - Cosworth DFV e con pneumatici Goodyear.

## Attività sportiva
Nel 1975 la Maki, riuscì nell'impresa, in occasione del debutto stagionale, di qualificarsi per il suo primo gran premio. Non si trattò però di una qualifica conquistata per merito quanto dall'ammissione alla corsa di tutti i 25 partecipanti alle prove di qualificazione. Sul circuito di Zandvoort, in occasione del 23º Gran Premio di Olanda, il pilota giapponese Hiroshi Fushida aveva terminato infatti le prove con un distacco di ben 13 secondi dal poleman Niki Lauda. La Maki non riuscì comunque a schierarsi sulla griglia a causa della rottura del motore Ford Cosworth.
Fushida tentò, senza successo, la qualificazione anche al 28º Gran Premio di Gran Bretagna, disputato sul circuito di Silverstone. Anche in questo caso il distacco dal poleman, Tom Pryce, risultò molto alto: circa sette secondi. La vettura venne quindi affidata al pilota inglese Tony Trimmer che tentò di qualificarsi senza successo nei gran premi di Germania, Austria e Italia. Trimmer riuscì a partecipare al 15º Gran premio di Svizzera, non valido per il mondiale e corso sul circuito francese di Digione. Partito sedicesimo ed ultimo in griglia, sarà qualificato come 13° a 6 giri dal vincitore Clay Regazzoni.